# 利夫·塞尔比
利夫·塞尔比（英語：Leif Selby，1972年7月26日—），澳大利亚男子草地滚球运动员。他曾代表澳大利亚参加2010年英联邦运动会草地滚球比赛，获得男子单人银牌。